# دو پرچم به‌سوی غرب
دو پرچم به‌سوی غرب (انگلیسی: Two Flags West) یک فیلم وسترن به کارگردانی رابرت وایز است که در سال ۱۹۵۰ منتشر شد. از بازیگران آن می‌توان به جوزف کاتن، لیندا دارنل، جف چاندلر، نوا بیری جونیور و کورنل وایلد اشاره کرد. این فیلم با بازخورد مثبت بازلی کرادر منتقد نیویورک تایمز مواجه شد.